# Felipe Contepomi
Felipe Contepomi (* 20. August 1977 in Buenos Aires) ist ein ehemaliger argentinischer Rugby-Union-Spieler. Er spielte als Verbinder oder Innendreiviertel zuletzt für Club Newman.

## Karriere
Contepomi begann mit dem Rugbyspielen am Colegio Cardenal Newman in seiner Heimatstadt, zum damaligen Zeitpunkt noch in der dritten Reihe. Im Jahr 2000 entschied er sich als Profi nach England zu Bristol Rugby zu wechseln. Er war zu diesem Zeitpunkt bereits seit zwei Jahren argentinischer Nationalspieler. Dort spielte er unter anderem zusammen mit seinem Zwillingsbruder Manuel. Mit Abschluss der Weltmeisterschaft 2003 wechselte er zu Leinster Rugby nach Irland, wo er neben dem Rugbyspielen auch dem Studium der Medizin am Royal College of Surgeons in Dublin nachgehen konnte. Bei Abwesenheit von Brian O’Driscoll lief er auch das ein oder andere Mal als Kapitän der Mannschaft auf.
Contepomi erreichte mit Leinster 2006 das Halbfinale des Heineken Cup durch einen überraschenden Sieg beim topgesetzten Gegner Stade Toulousain. In der Celtic League erreichte man zweimal hintereinander den zweiten Platz, bis es 2008 zum Titel reichte.
Den bislang größten Erfolg in seiner Karriere feierte Contepomi bei den Weltmeisterschaften 2007, wo Argentinien überraschend der dritte Platz gelang. Er war neben Agustín Pichot und Juan Martín Hernández der wichtigste Spieler des Teams, das sich nur Weltmeister Südafrika geschlagen geben musste.
Contepomi verließ Leinster am Ende der Saison und wechselte zum finanzstarken französischen Club RC Toulon, wo er einen Vier-Jahres-Vertrag unterschrieben hat. Aufgrund einer Kreuzbandverletzung fiel er am Ende der vorangegangenen Saison für sechs Monate aus und verpasste damit das für Leinster erfolgreiche Heineken-Cup-Finale; er fiel auch für die ersten Monate der französischen Meisterschaft aus. Zu Beginn der Saison 2011/12 wechselte er zu Stade Français.
Contepomi ist verheiratet und hat eine Tochter.